# Philippe de Gaulle
Philippe de Gaulle (Párizs 15. kerülete, 1921. december 28. –‎ Párizs 7. kerülete, 2024. március 13.) francia tengernagy és szenátor. Charles de Gaulle (1890–1970) francia tábornok és elnök legidősebb fia.

## Fiatalkora
1921. december 28-án született Párizsban, s a következő év június 8-án keresztelték meg a város 7. kerületében. Apja, Charles elmondása szerint nevét egyik felmenőjéről, Jean-Baptiste de Gaulle-ról kapta, azonban felmerült, hogy Henri Philippe Pétain tábornokról nevezték el, akinek apja nagy tisztelője volt.
Apja példáját követve a Collège Stanislas diákja lett, ezt követően pedig csatlakozott a francia haditengerészethez.

## Második világháború
A franciaországi hadjárat idején a haditengerészeti akadémia (École navale) diákja volt. Nem hallotta apja híres június 18-i beszédét, csatlakozott a France libre-hez, tagja lett a Szabad Francia Haditengerészeti Erőknek (Forces Navales Françaises Libres). A második világháború alatt több csatában is harcolt; 1943-ban alhadnaggyá léptették elő. 1944. augusztus 25-én részt vett Párizs felszabadításában.

## Haditengerészeti pályafutása a háború után
1948-ban hadnaggyá léptették elő. 1980-ban admirálissá léptették elő, de Gaulle  haditengerészet főfelügyelőjeként fejezte be katonai pályafutását, 1982-ben vonult nyugállományba.

## Politikusként
1986-tól 2004-ig párizsi szenátor volt a Rassemblement pour la République és az Union pour un Mouvement Populaire politikai pártok színeiben.

## Fordítás
- Ez a szócikk részben vagy egészben  a   Philippe de Gaulle című angol Wikipédia-szócikk ezen változatának fordításán alapul.  Az eredeti cikk szerkesztőit annak laptörténete sorolja fel. Ez a jelzés csupán a megfogalmazás eredetét és a szerzői jogokat jelzi, nem szolgál a cikkben szereplő információk forrásmegjelöléseként.